# 42-я отдельная механизированная бригада
42-я отдельная механизированная бригада (укр. 42-га окрема механізована бригада) (сокр. 42 омехбр, в/ч A4667) — тактическое соединение Сухопутных войск Украины.

## История
42-я отдельная механизированная бригада сформирована 25 января 2023 года в составе Сухопутных войск Украины. Бригада была укомплектована, в основном, из мобилизованных военнослужащих с Западной Украины, а офицерский и сержантский состав был взят из 10-й отдельной горно-штурмовой бригады. 42-я бригада стала одной из бригад, которая получила на вооружение одного механизированного батальона БТР «Страйкер», помимо 82-й одшбр. Также на вооружение поступили Т-64БВ, минозащищённые бронеавтомобили MaxxPro и созданные на базе МТ-ЛБ эрзац-БМП под неофициальным названием «БМП-1ЛБ».
На сентябрь 2023 года бригада участвовала в боях под Кременной.
На апрель 2024 года бригада принимает участие в обороне Часова Яра.